# Pawieł Drozd
Pawieł Igoriewicz Drozd, ros. Павел Игоревич Дрозд (ur. 14 grudnia 1995 w Petersburgu) – rosyjski łyżwiarz figurowy, startujący w parach tanecznych z Ksieniją Konkiną. Wicemistrz (2017) i brązowy medalista mistrzostw świata juniorów (2016), 3-krotny srebrny medalista finału Junior Grand Prix (2014–2016), medalista zawodów z cyklu Challenger Series oraz mistrz Rosji juniorów (2016).

## Osiągnięcia

### Z Ksieniją Konkiną
| Zawody               | 18–19          | 19–20          |                |                |                |                |                |                |                |                |                |                |                |                |                |                |                |
| Międzynarodowe       | Międzynarodowe | Międzynarodowe | Międzynarodowe | Międzynarodowe | Międzynarodowe | Międzynarodowe | Międzynarodowe | Międzynarodowe | Międzynarodowe | Międzynarodowe | Międzynarodowe | Międzynarodowe | Międzynarodowe | Międzynarodowe | Międzynarodowe | Międzynarodowe | Międzynarodowe |
| -------------------- | -------------- | -------------- | -------------- | -------------- | -------------- | -------------- | -------------- | -------------- | -------------- | -------------- | -------------- | -------------- | -------------- | -------------- | -------------- | -------------- | -------------- |
| CS Asian Open Trophy |                | 2              |                |                |                |                |                |                |                |                |                |                |                |                |                |                |                |
| CS Warsaw Cup        |                | 2              |                |                |                |                |                |                |                |                |                |                |                |                |                |                |                |
| Open Ice Mall Cup    | 3              |                |                |                |                |                |                |                |                |                |                |                |                |                |                |                |                |
| NRW Trophy           |                | 1              |                |                |                |                |                |                |                |                |                |                |                |                |                |                |                |
| Krajowe              |                |                |                |                |                |                |                |                |                |                |                |                |                |                |                |                |                |
| Mistrzostwa Rosji    |                | 8              |                |                |                |                |                |                |                |                |                |                |                |                |                |                |                |

### Z Ałłą Łobodą
| Zawody                                | 12–13          | 13–14          | 14–15          | 15–16          | 16–17          | 17–18          |                |                |                |                |                |                |                |                |                |                |                |
| Międzynarodowe                        | Międzynarodowe | Międzynarodowe | Międzynarodowe | Międzynarodowe | Międzynarodowe | Międzynarodowe | Międzynarodowe | Międzynarodowe | Międzynarodowe | Międzynarodowe | Międzynarodowe | Międzynarodowe | Międzynarodowe | Międzynarodowe | Międzynarodowe | Międzynarodowe | Międzynarodowe |
| ------------------------------------- | -------------- | -------------- | -------------- | -------------- | -------------- | -------------- | -------------- | -------------- | -------------- | -------------- | -------------- | -------------- | -------------- | -------------- | -------------- | -------------- | -------------- |
| GP Internationaux de France           |                |                |                |                |                | 9              |                |                |                |                |                |                |                |                |                |                |                |
| GP Skate Canada International         |                |                |                |                |                | 5              |                |                |                |                |                |                |                |                |                |                |                |
| CS Golden Spin Zagrzeb                |                |                |                |                |                | 10             |                |                |                |                |                |                |                |                |                |                |                |
| CS Lombardia Trophy                   |                |                |                |                |                | 2              |                |                |                |                |                |                |                |                |                |                |                |
| Shanghai Trophy                       |                |                |                |                |                | 4              |                |                |                |                |                |                |                |                |                |                |                |
| Międzynarodowe: Kategorie młodzieżowe |                |                |                |                |                |                |                |                |                |                |                |                |                |                |                |                |                |
| Mistrzostwa świata juniorów           |                |                |                | 3              | 2              |                |                |                |                |                |                |                |                |                |                |                |                |
| JGP Finał                             |                |                | 2              | 2              | 2              |                |                |                |                |                |                |                |                |                |                |                |                |
| JGP w Austrii                         |                |                |                | 1              |                |                |                |                |                |                |                |                |                |                |                |                |                |
| JGP w Estonii                         |                |                |                |                | 1              |                |                |                |                |                |                |                |                |                |                |                |                |
| JGP we Francji                        |                |                | 1              |                |                |                |                |                |                |                |                |                |                |                |                |                |                |
| JGP w Japonii                         |                |                | 2              |                |                |                |                |                |                |                |                |                |                |                |                |                |                |
| JGP na Łotwie                         |                | 3              |                |                |                |                |                |                |                |                |                |                |                |                |                |                |                |
| JGP w Polsce                          |                | 3              |                |                |                |                |                |                |                |                |                |                |                |                |                |                |                |
| JGP w Rosji                           |                |                |                |                | 1              |                |                |                |                |                |                |                |                |                |                |                |                |
| JGP na Słowacji                       |                |                |                | 2              |                |                |                |                |                |                |                |                |                |                |                |                |                |
| Ice Challenge                         | 3              |                |                |                |                |                |                |                |                |                |                |                |                |                |                |                |                |
| Krajowe                               |                |                |                |                |                |                |                |                |                |                |                |                |                |                |                |                |                |
| Mistrzostwa Rosji                     |                |                |                |                |                | 6              |                |                |                |                |                |                |                |                |                |                |                |
| Mistrzostwa Rosji juniorów            | 11             | 5              | 4              | 1              | 2              |                |                |                |                |                |                |                |                |                |                |                |                |